# العلاقات الجورجية السورية
العلاقات الجورجية السورية هي العلاقات الثنائية التي تجمع بين جورجيا وسوريا.

## مقارنة بين البلدين
هذه مقارنة عامة ومرجعية للدولتين:
| وجه المقارنة                                              | جورجيا                          | سوريا                    |
| --------------------------------------------------------- | ------------------------------- | ------------------------ |
| المساحة (كم2)                                             | 69.70 ألف                       | 185.18 ألف               |
| عدد السكان (نسمة)                                         | 3.72 مليون                      | 18.27 مليون              |
| الكثافة السكانية (ن./كم²)                                 | 53.37                           | 98.66                    |
| العاصمة                                                   | تبليسي، كوتايسي                 | دمشق                     |
| اللغة الرسمية                                             | اللغة الجورجية، اللغة الأبخازية | اللغة العربية            |
| العملة                                                    | لاري جورجي                      | ليرة سورية               |
| الناتج المحلي الإجمالي (بليون دولار)                      | 15.16 مليار                     | 60.20 مليار              |
| الناتج المحلي الإجمالي (تعادل القوة الشرائية) بليون دولار | 35.68 مليار                     |                          |
| الناتج المحلي الإجمالي الاسمي للفرد دولار أمريكي          | 3.79 ألف                        |                          |
| الناتج المحلي الإجمالي للفرد دولار أمريكي                 |                                 |                          |
| مؤشر التنمية البشرية                                      | 0.754                           | 0.594                    |
| رمز المكالمات الدولي                                      | +995                            | +963                     |
| رمز الإنترنت                                              | .ge، .გე ‏                       | .sy                      |
| المنطقة الزمنية                                           | ت ع م+04:00                     | ت ع م+02:00، ت ع م+03:00 |

## منظمات دولية مشتركة
يشترك البلدان في عضوية مجموعة من المنظمات الدولية، منها:
| علم المنظمة | اسم المنظمة                   | تاريخ انضمام جورجيا | تاريخ انضمام سوريا |
| ----------- | ----------------------------- | ------------------- | ------------------ |
|             | يونسكو                        | 7 أكتوبر 1992       | 16 نوفمبر 1946     |
|             | مؤسسة التمويل الدولية         | 29 يونيو 1995       | 28 يونيو 1962      |
|             | مؤسسة التنمية الدولية         | 31 أغسطس 1993       | 28 يونيو 1962      |
|             | الاتحاد البريدي العالمي       | ?                   | ?                  |
|             | الاتحاد الدولي للاتصالات      | 7 يناير 1993        | 12 يناير 1924      |
|             | الأمم المتحدة                 | 31 يوليو 1992       | 24 أكتوبر 1945     |
|             | البنك الدولي للإنشاء والتعمير | 7 أغسطس 1992        | 10 أبريل 1947      |
|             | المنظمة الهيدروغرافية الدولية | ?                   | ?                  |

## وصلات خارجية
- موقع وزارة الخارجية الجورجية